# Spitzerova vila (Janovice)
Spitzerova vila v Janovicích u Rýmařova se nachází v okrese Bruntál. Vilu na Hřbitovní ulici 1 v Janovicích dal postavit obchodní ředitel Vítkovického horního a hutního těžířstva Julius Spitzer (1871–1956).
Vila byla v roce 1963 zapsána do státního seznamu kulturních památek.

## Historie
Na pozemku zakoupeném od hraběte Harracha dal v roce 1929 Julius Spitzer postavit vilu podle projektu vídeňského architekta Gustava Schölera. Stavbu provedl místní stavitel Rudolf Schubert. Vila po dostavbě v roce 1930 měla sloužit k setkávání celé rodiny Spitzerů. Stavba byla ovlivněna tyrolskou architekturou 16. století a uměleckými proudy dvacátých let 20. století. Rodina Julia Spitzera přečkala dobu okupace v ústraní v Janovicích. V roce 1944 byl Julius Spitzer deportován do koncentračního tábora, protože pocházel z židovské rodiny. Vila pak byla využívána nacisty jako rekreační středisko. Po válce byla vila opět využívána manželi Spitzerovými, ale po smrti J. Spitzera v roce 1959 byla vila jeho manželce Josefině zabavena. Vilu spravoval Krajský národní výbor v Olomouci a byla využívána např. Svazem českých spisovatelů či Teplotechnou Praha. Po roce 1989 vila nebyla navrácena dědicům. V roce 1994 vilu provozovala firma Pozemní stavitelství a.s., Praha. V roce 1996 byla provedena rekonstrukce vily a nově vzniklo v podkroví apartmá pro novomanžele. Objekt byl veřejně přístupný a spravován jako Penzion Janovice. V roce 2004 byla vila zakoupena společností Pátá stavební a.s., která ji obratem prodala v roce 2005 firmě Alfa Plastik a.s., Bruntál. Objekt není veřejnosti přístupný.

## Architektura
Vila z vnějšku připomíná hrad. Vila je zděná patrová stavba na půdorysu ve tvaru Y. Srostlice tří křídel se rozevírá k jihu širokým průčelím dvojicí obytných křídel ukončených nárožními věžemi s jehlancovými helmicemi. V přední části průčelí je terasa v podobě válcového rondelu. Vila má vysokou zvalbenou střechu s vikýři krytou břidlicí. Jižní fasáda je sedmiosá s malými okny s okenicemi. Konstrukci ocelového krovu vyrobily Vítkovické železárny, pokrývačská břidlice pochází z ložisek Nízkého Jeseníku. Zadní křídlo přiléhá kolmo k ose předního křídla. V podkroví střechy byly zřízeny zděné světnice se čtyřdílnými okny.

### Hospodářské stavby
K vile náleží další stavby. Ve svahu stojí budova s garáží, bytem řidiče a studeným skleníkem, který byl později přestavěn na saunu. Objekt byl třídílný obdélného půdorysu. První část byla vstupní s valbovou střechou krytou břidlicí, se třemi sdruženými okny s půlkruhovým záklenkem. Druhá část byl skleník, nižší než vstupní část, se sedlovou střechou a vysokým komínem. Třetí část byla patrová stavba s valbovou střechou krytou břidlicí. K patru vedlo schodiště kryté prosklenými stěnami po stranách. V zadní fasádě dvoukřídlá vrata do garáže.
Další stavbou byl studený skleník později přestavěn na kulečníkový sál.

### Zahrada
Dobové fotografie zachycují kolem vily okrasnou zahradu, kterou navrhl profesor Vyšší ovocnářské a zahradnické školy v Lednici profesor Friedrich Hennem. Příjezdovou komunikaci lemovaly vzrostlé stromy. Postupem doby se zahrada proměnila ze slunečné květinové na parkovou se vzrostlými stromy, které v době vegetace zakrývají výhled na vilu. V zahradě byl vybudován tenisový kurt. Celý pozemek je vymezen zvláštním oplocením s bránou a brankou.

## Interiér
Interiér Spitzerovy vily byl navržen v duchu art deco architektem a malířem Františkem Kyselou. Štukovou výzdobu provedl Simon Novák z Přívozu. Část vybavení, obrazy, cennosti byla po zabavení vily v roce 1959 rozprodána v dražbě (knihovna včetně bibliofilských tisků byla prodána do antikvariátu v Olomouci).
V suterénu se nacházela recepce, jeden apartmán a hospodářské zázemí. V přízemní části byla původně apartmá paní domu a pána domu. Apartmány zahrnovaly pracovny, ložnice, šatny a koupelny. Společenská místnost byla ve střední části patra s přilehlou jídelnou a kuchyní v západní části, s výstupem na terasu. Z původního vybavení byly zachovány interiéry části jídelny (např. krb s keramickým reliéfem), společenská hala (např. kachlová kamna s expresívní atikou a bohatě členěným pláštěm), komunikační haly, pracovny a části apartmánů. Bylo zachováno vybavení koupelen, štuková výzdoba stropů, intarzovaný nábytek, původní lustry, mramorové kryty radiátorů a další. V podkroví byly dětské pokoje a koupelna, které byly přestavěny v roce 1996 na apartmány s několika pokoji. Další apartmán je přístupný po točitém schodišti ve střední části pod vyvýšenou střechou. Celková užitná plocha 1149,44 m2 (z toho suterén 331,82 m2 a přízemí 416,62 m2) zahrnovala sedm apartmánů, čtrnáct obytných místností, sedm koupelen, šest dalších hygienických zařízení, provozní a stravovací zázemí, jídelnu a společenskou halu.